# 卡頓山鎮區 (伊利諾伊州桑加蒙縣)
卡頓山鎮區（英語：Cotton Hill Township）是位於美國伊利諾伊州桑加蒙縣的一個行政鎮區。

## 地方資料
根據2010年美國人口普查的數據，卡頓山鎮區的面積為78.20平方千米，當中陸地面積為77.30平方千米，而水域面積為0.90平方千米。當地共有人口890人，而人口密度為每平方千米11.38人。